# Elettra (Sofocle)
Elettra (in greco antico: Ἠλέκτρα?, Eléktra) è una tragedia di Sofocle. La data di rappresentazione è incerta, ma alcune somiglianze stilistiche con il Filottete (409 a.C.) suggeriscono una datazione avanzata, all'incirca negli stessi anni in cui venne rappresentata l'omonima tragedia di Euripide.

## Trama
Oreste, figlio di Agamennone, torna dopo molti anni a Micene, in compagnia di Pilade e del Pedagogo. Egli, su ordine di Apollo, deve vendicare la morte del padre, ucciso dalla moglie Clitennestra e dal suo amante Egisto per usurparne il trono. Da bambino Oreste, che correva il rischio di essere anch'egli ucciso in quanto erede al trono, era stato salvato dalla sorella Elettra. Questa infatti l'aveva affidato ad un uomo focese, suo zio Strofio, che lo aveva tenuto lontano dagli intrighi di palazzo. Da quel giorno Elettra, che provava un odio profondo (e ricambiato) verso i due assassini, aveva vissuto nella speranza che Oreste un giorno potesse tornare a vendicare il padre.
Oreste dunque torna a Micene all'insaputa di tutti, e organizza un tranello: diffonde la falsa notizia della propria morte, che gli permette di constatare la gioia (e quindi la malvagità) della madre Clitennestra. Elettra, al contrario, è disperata (dimostrando quindi il suo immutato affetto per il fratello), ma si fa coraggio e decide che sarà lei a vendicare il padre. Ottenuta la prova della fedeltà della sorella, Oreste le rivela la propria identità, ed insieme i due organizzano un piano per attuare la loro vendetta. Oreste penetra nel palazzo e uccide senza pietà la madre supplicante, poi incontra Egisto e lo trascina fuori scena per ucciderlo; proprio su questa immagine si chiude la tragedia.

## Commento

### Elettra
Nonostante sia Oreste a compiere le azioni più importanti, tutta la tragedia ruota indiscutibilmente attorno al personaggio che dà il titolo all'opera. Elettra è qui una donna molto diversa da quella che ritroviamo nella omonima tragedia di Euripide, o nelle Coefore di Eschilo. Nell'Elettra euripidea ella è rosa dai sensi di colpa, mentre nel dramma di Eschilo è una ragazzina che si dispera, ma è inerme, incapace di ribellarsi. L'Elettra di Sofocle è invece una donna determinata, che non rinuncia ai propri propositi di vendetta né quando, prima del ritorno di Oreste, vive in casa propria come una schiava (lei, che è in realtà una principessa), né quando le viene detto che suo fratello è morto. Anzi, proprio in quel momento nasce in lei il proposito di farsi giustizia da sola, mossa dal suo incrollabile odio per Egisto e Clitennestra.

### Il dramma dell'odio
Quest'opera è dunque il dramma dell'odio, in cui non c'è spazio per rimorsi o pentimenti: i due fratelli compiono la loro vendetta senza alcuno scrupolo, con un crudele senso di gioia e di liberazione. L'odio è ciò che divora interiormente Elettra, ma che al tempo stesso le dà la forza di andare sempre avanti, nell'attesa e poi nella pianificazione dell'assassinio. A riprova di ciò, il dramma si chiude non appena la vendetta è compiuta, come a voler sottolineare che dopo il duplice omicidio nulla di importante resta da dire. La determinazione di Elettra risalta ancor di più se confrontata con la sorella Crisotemi, pavida e rassegnata, e ricorda da vicino un altro importante personaggio di Sofocle: Antigone.